# Tephrosia crassifolia
Tephrosia crassifolia är en ärtväxtart som beskrevs av George Bentham. Tephrosia crassifolia ingår i släktet Tephrosia och familjen ärtväxter. Inga underarter finns listade i Catalogue of Life.